# Бисер смрти
Бисер смрти (енгл. The Pearl of Death) је амерички детективски филм из 1944. године, и девети филм у серијалу од четрнаест филмова о Шерлоку Холмсу у коме главне улоге играју Бејзил Ратбон и Најџел Брус, а режирао га је Рој Вилијам Нил. Радња филма је базирана на причи „Шест Наполеона” Артура Конана Дојла, али садржи неке додатке, међу којима су Евелин Анкерс као саучесница негативца, кога глуми Мајлс Мандер, док Рондо Хатон тумачи улогу бруталног убице.

## Радња
Филм започиње на броду којим путује власник „Борџијског бисера”. Непосредно пре него што је примио поруку и морао да напусти собу, сакрио је бисер у тајну преграду кофера. Док он није био у соби, у њу је ушла млада жена по имену Наоми Дрејк. Она је прво украла бисер, а затим се придружила неком старцу, који је и даље збуњено мрмљао и раније уопште није приметио њено одсуство. Није сумњала у старца и замолила га да јој прошверцује бисер кроз царину. Он то чини, а кад се сретну у околини, мимо царине, пружи јој боршч у којем је прошверцовао бисер. Испоставило се да овај старац заправо био Шерлок Холмс и да је узео бисер од боршча. То компликује ситуацију, јер се у целу ситуацију умеша и шеф, Џајлс Коновер.
Холмс враћа бисер Краљевском музеју, где се кустос музеја, Дигби, хвали паметном шемом обезбеђења пред Холмсом, доктором Вотсоном и инспектором Лестрадом. Шема обезбеђења дизајнирана је тако да ако лопов само подигне бисер са базе, активира се аларм због електричних ручица испод. Када Холмс покуша да Дигбију покаже перфорацију такве безбедносне шеме и искључи струју, Коновер искористи своју прилику и украде бисер. Затим бежи кроз прозор са бисером, а када га ухвате, он више нема бисер са собом.
Већ се чини да је Холмс забрљао ствар и да је Коновер већ преузео бисер кад чују вести о наизглед неповезаном убиству. Старији пуковник пронађен је убијен − сломљена му је кичма − усред гомиле кинеског порцелана. Холмса одмах привлачи убиство и начин убиства га подсећа на гиганта и Коноверову десну руку, Хокстонског Страшила. Холмс такође из запажања закључује да Страшило није разбио сребрнину на трпезаријском столу, већ само кинески порцелан. Ускоро се дешава ново идентично убиство, овог пута са сломљеном кичмом усред гомиле кинеског порцелана, проналазе старију даму. Коновер тада неуспешно покуша да убије Холмса, поклањајући му књигу у којој је сакривен нож са опругом, који би погодио свакога ко би је отворио.
Холмс је одушевљен оваквим развојем догађаја, јер га наводи на закључак да Коновер још увек тражи бисер. Убрзо након тога, усред гомиле кинеског порцелана догодило се треће идентично убиство. Холмс и Вотсон тако почињу да проучавају гомилу сломљеног порцелана и откривају да се у средини налазе и комади гипса и да су ти комади исти код све три жртве. То значи да су сво троје купили гипсане статуе Наполеона. Када Холмс почне да истражује траг Коновера након што је побегао из музеја, открио је да је непосредно пре хапшења побегао у уметничку радионицу у којој се израђују гипсане скулптуре. Холмс тако долази до закључка да Коновер у силном бекству није имао где другде са бисером и сакрио га је у једну од Наполеонових гипсаних статуа. Тада му шеф радионице каже да је у то време у радионици било шест Наполеонових статуа и да их је све продао Ејмосу Ходеру.
Холмс открива у продавници Дрејкову, која је очигледно случајно разбила две Наполеонове статуе, што Ходер описује као груб немар своје нове продавачице. Док Холмс, Вотсон и Ходер пролазе кроз продајни дневник, откривају да је последња шеста статуа продата неком лекару. Али када прочитају име лекара, схвате да га је неко из дневника неко избрисао и преписао. Холмсу не преостаје ништа друго него да на превару сазна име и адресу лекара преко Дрејкове, пошто је она у то време телефоном разговарала са Коновером. Холмс јој се јавља, опонашајући глас Коновера, и поново тражи од ње име лекара. Када од ње добије кључне информације, он је хапси.
Затим се догађаји премештају у дом старијег лекара, кога пре доласка Коновера и Страшила замењује Холмс, и тако се претвара да је он кад они стигну. Када се открије Коноверу, он већ има све под контролом док Коновер не искључи струју. Одједном се ситуација обрне, јер одједном Коновер има пиштољ у руци, а не Холмс. Међутим, Холмс у овом напетом тренутку одржава мирне живце и са лакоћом убеђује Страшила да је Коновер крив што ће Дрејкова сада бити обешена због убиства доктора Вотсона. Наиме, Страшило се везао за Дрејкову, па убија Коновера и напада Холмса. Холмс је, пак, узео пиштољ током борбе између Страшила и Коновера, који такође успешно користи, јер њиме убија Страшила. Након тога, Холмс узима Наполеонову статуу и разбија је, вадећи бисер из ње. Поред свих жртава током историје, бисер је само у ово време однео пет нових живота, а Холмс га описује као „бисер смрти”.

## Улоге
| Глумац        | Улога               |
| ------------- | ------------------- |
| Бејзил Ратбон | Шерлок Холмс        |
| Најџел Брус   | доктор Џон Вотсон   |
| Евелин Анкерс | Наоми Дрејк         |
| Денис Хуи     | инспектор Лестрад   |
| Мајлс Мандер  | Џајлс Коновер       |
| Ијан Вулф     | Ејмос Ходер         |
| Чарлс Френсис | Дигби               |
| Холмс Херберт | Џејмс Гудрам        |
| Ричард Нуџент | Бејтс               |
| Мери Гордон   | госпођа Хадсон      |
| Рондо Хатон   | Хокстонско Страшило |

## Страшило
Јуниверсал студио је покушао да искористи ефективну улогу Ронда Хатона као Хокстонског Страшила, убацујући га у још два (неповезана) филма у истој улози: Кућа страве (снимљен 1945, али објављен тек 1946, након Хатонове смрти) и Свирепи човек (1946, такође објављен постхумно).
Лик назван „Голем”, директна референца на Страшила, појављује се у трећој епизоди прве сезоне серије Шерлок. Попут Страшила, Голем је брутални атентатор који своје жртве дроби голим рукама.